# پرنیلا آگوست
پرنیلا آگوست (سوئدی: Pernilla August؛ زادهٔ ۱۳ فوریهٔ ۱۹۵۸) یک هنرپیشه و کارگردان اهل سوئد است. وی از سال ۱۹۷۵ میلادی تاکنون مشغول فعالیت بوده‌است.

## فیلم‌شناسی
- فانی و الکساندر
- من دینا هستم
- جنگ ستارگان اپیزود اول: تهدید شبح
- جنگ ستارگان اپیزود دوم: حمله کلون‌ها
- لومیر و شرکا
- در حضور یک دلقک
- بهترین نیات
- قتل شبه عمد
- اعترافات خصوصی
- جنتلمن
- کورسک
- بچه‌های مرد شیشه‌گر
- داستان تراژدیک هملت - شاهزادهٔ دانمارک
- برج ایفل

## جوایز
- جایزه بهترین بازیگر زن جشنواره فیلم کن (۱۹۹۲)
- جایزه گلدبگ بهترین بازیگر زن (۱۹۹۲)
- جایزه گلدبگ بهترین بازیگر نقش مکمل زن (۱۹۹۹)
- جایزه گلدبگ بهترین کارگردان (۲۰۱۰)